# Elektronisk plaster
Elektronisk plaster er en elektronisk sladrehank til blandt andet medicinsk brug.
Anbragt på kroppen foretager plastret kontinuerlige målinger, eksempelvis hjertets funktion, måling af legemstemperatur, vejrtrækning, iltindhold i blodet etc.
Plasteret er et dansk initiativ. En sammenslutning af danske universiteter og industrivirksomheder ved navn E-plaster står for udviklingen.